# 赤塚藤七
赤塚 藤七（あかつか とうしち、1908年4月22日 - 1979年5月17日）は、関東軍憲兵、満州国警察古北口国境警察隊保安局特務警察官、奉天市鉄西消防分署長、フジオ・プロダクション初代経理担当。
漫画家・赤塚不二夫（本名：赤塚 藤雄）の実父であり、漫画『天才バカボン』に登場する「バカボンのパパ」のモデルとしても知られる。フジオ・プロダクション現社長・赤塚りえ子の祖父。

## 生涯

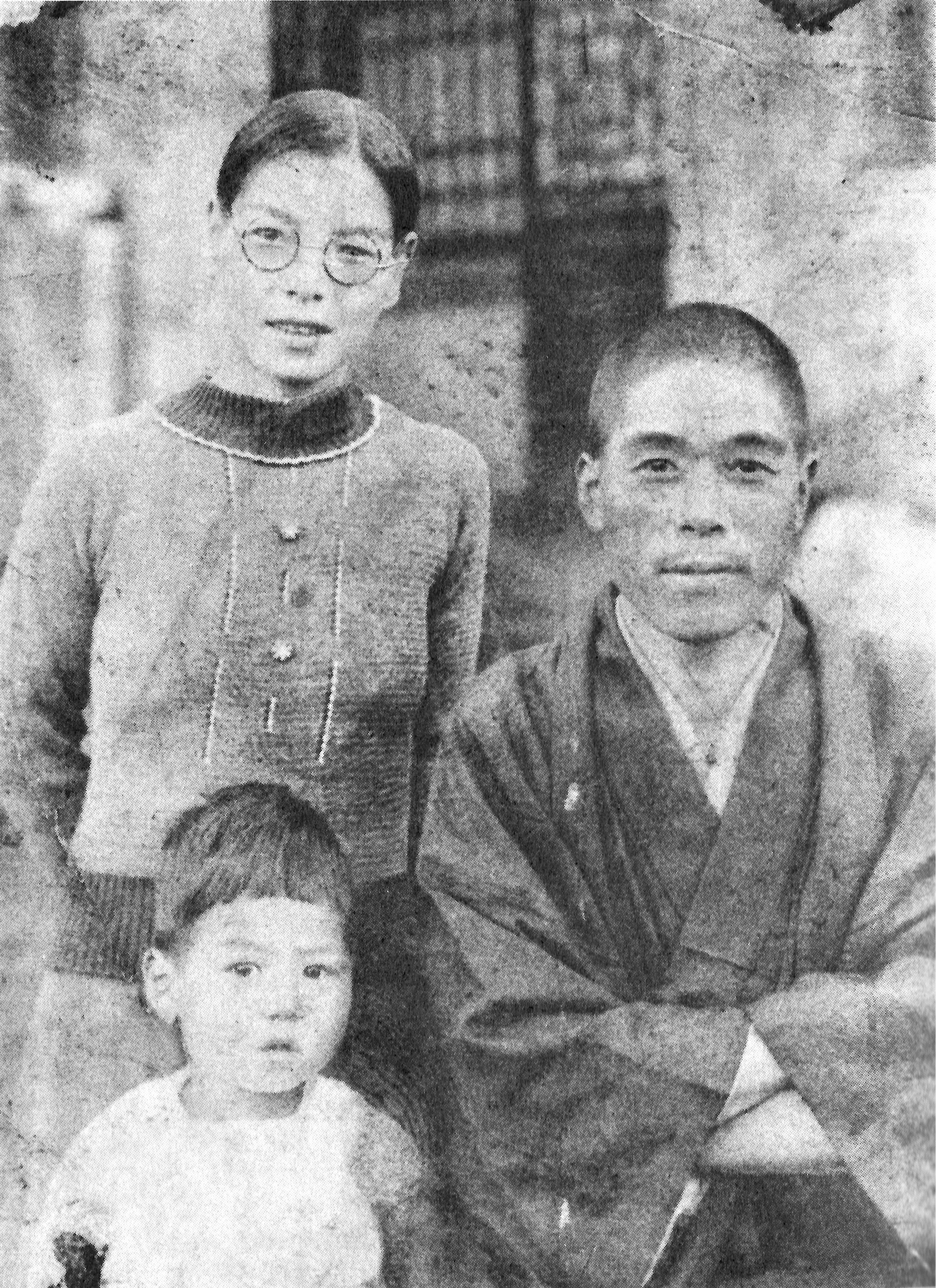
満州時代の藤七、藤雄、リヨ

1908年（明治41年）4月22日、新潟県西蒲原郡四ツ合村井随（現・新潟市西蒲区潟東地区井随）で小作農家を営む厳格な水呑百姓の父親と穏和な母親の間に七人兄姉の末っ子として生まれる、藤七という名前は七人目の子供であることから命名された。
小学校時代は腕白・短気・悪童の三拍子が揃ったガキ大将で子供同士の本校と分校の間で起こった石投げ合戦の抗争では自ら軍団を組織して勝利に導いていた。体力面だけでなく学力面でも負けず嫌いな性格であり、小学校高学年からは学年1位の成績を常にキープし、四ツ合東小学校を首席で卒業する。その後は学士への道も夢見たが、無学な長兄の意向でそれは叶わず、1922年（大正11年）4月より農業大学に進学し、生家や他家の奉公人として19歳の夏まで農業に従事する。

憲兵時代は国際連盟から派遣されたリットン調査団の護衛任務も遂行した。

1930年（昭和5年）に徴兵検査で甲種合格し、新発田歩兵第16連隊に入隊する。その後、苦学の末に陸軍憲兵学校の卒業試験を2番目の成績で卒業し、1931年（昭和6年）4月より関東軍の憲兵として満州に渡る。同年9月には満州事変が起こったため奉天に出勤して巡察、警ら、駅内の取締り、郵便検閲、国際連盟リットン調査団の護衛などにあたる。しかし、上官の理不尽ないい分が我慢できず、1933年（昭和8年）11月に憲兵の職を辞し、同年12月に寺東リヨと結婚して長男の藤雄をはじめ、三男三女をもうける。
その後は満州国警察古北口国境警察隊の保安局で抗日共産勢力の壊滅と現地の定着宣撫を任務とする特務警察官を務め、一家は中国大陸の辺境を転々とする。その過程で東北抗日聯軍・八路軍など抗日ゲリラと対峙する危険な任務に着いた後、1944年（昭和19年）から奉天市（現・瀋陽市）鉄西の消防分署長となった。
憲兵時代より藤七は正義感が強く中国人を差別し搾取することを許さない人物だったため、物資の少ない戦況下でも中国人からの付け届けを一切受け取らず平等に接していた。これが幸いして敗戦後に隣人の日本人一家が報復として中国人に惨殺されるなかで、赤塚家だけは中国人からの手助けを受けるなど難を逃れている。藤七の生涯については藤雄が著した『これでいいのだ―赤塚不二夫自叙伝』に詳しく、その中で
と振り返っている。
しかし、終戦後の1945年（昭和20年）に藤七はソビエト連邦で軍事裁判にかけられて4年間シベリアに抑留され、強制労働収容所で飢餓と極寒に苦しむ過酷な捕虜生活を送る。残された妻や子供たちは1946年（昭和21年）より日本に引き揚げるが、この間に次女の綾子はジフテリアで命を落とし、亡くなった次女・綾子の名を授けた生後6ヶ月の末娘も栄養失調で夭折している。
1949年（昭和24年）12月、晴れてシベリアからの帰還を果たすが、体の不調や借金の返済に追われる不本意な田舎暮らしを長らく送ることになる。
1961年（昭和36年）暮、長男の藤雄を追って上京し、先に上京していた妻のリヨが住むトキワ荘に入居する。その後はフジオ・プロダクションの経理担当を経て晩年はNHKの集金人の職に就く。
1968年（昭和43年）、結核に罹患して1年半にも及ぶ長期の入院生活を送る。翌1969年秋に無事退院するが、1970年（昭和45年）にリヨが不慮のガス爆発事故でクモ膜下出血を発症し、59歳の若さで妻に先立たれる。
1972年（昭和47年）12月25日、波瀾万丈の人生譚を自筆で綴った415頁にも及ぶ自叙伝『星霜の記憶』をフジオ・プロから上梓する。
1979年（昭和54年）5月17日、すい臓ガンの転移による悪性リンパ腫で死去。享年71。

藤雄は藤七の最期について『これでいいのだ―赤塚不二夫自叙伝』にて次のように回想している。
後に藤雄は藤七が最期に言った「うん」という言葉について「あれはきっと『うん、これでいいのだ』と続くはずだったのではないかと思う」と回想している。墓所は八王子市の富士見台霊園。

## 自叙伝について
自叙伝『星霜の記憶』は国立国会図書館に所蔵されておらず、現在は故郷の新潟県立図書館に禁帯出の郷土資料として所蔵が確認されているほか、赤塚不二夫研究家でもある著述家の名和広、独立系出版社の共和国、発行所のフジオ・プロ が所蔵している4冊のみ現存が確認されている。なお、所有する4箇所の内、共和国はその入手経緯を記したツイート内容からして縁故入手ではなく、偶然入手した模様。関係者に配布するために発行した書籍だったらしく、元から書店には出回らなかったとされ、名和は300冊程度の発行部数だったのではないかと推測している。

## 著書
- 『星霜の記憶』（フジオ・プロ、1972年12月25日）